# Жълти рид
Жълти рид е село в Южна България. То се намира в община Джебел, област Кърджали.

## География
Село Жълти рид се намира в планински район.

## Население
Преброяване на населението през 2011 г.
Численост и дял на етническите групи според преброяването на населението през 2011 г.:
|                     | Численост | Дял (в %) |
| Общо                | 10        | 100,00    |
| Българи             | 0         | 95,70     |
| Турци               | 8         | 80        |
| Цигани              | 0         | 0,00      |
| Други               | 0         | 0,00      |
| Не се самоопределят | 0         | 0,00      |
| Неотговорили        | 2         | 20        |